# Калабухов, Иван Григорьевич
Иван Григорьевич Калабухов — советский кино- и театральный режиссёр, актёр, сценарист. Автор и режиссёр-постановщик фильма «Красный газ».

## Биография и творчество
Родился в станице Каменской.
Отец, Григорий Маркович (1849—1914) — из казаков, военный врач, дослужился до действительного статского советника.
Учился в кадетском корпусе в Новочеркасске. Увлёкся театром, побывав на спектаклях гастролировавшего в Новочеркасске МХТ. Сдал вступительные экзамены на обучение актёрскому мастерству и уехал в Москву учиться в частной драматической школе артиста МХТ Адашева. На последнем курсе поступает ещё и в музыкально-драматическое училище.
Окончив обучение, стал играть в театрах в западных губерниях Российской Империи. После начала первой мировой войны переехал в Сибирь. Февральскую и октябрьскую революции 1917 года встретил в Томске. Познакомился с одним из большевистских лидеров Вениамином Вегманом. В первой половине 1918 года стал одним из организаторов и художественным руководителем Томского Народного театра (театр Народного дома).
В 1924—1925 годах — режиссёр кинофабрики Сибирского отделения Госкино и 1-й фабрики Госкино. В 1925—1932 годах руководил Театром оперы и драмы в Харбине. В 1931 году в Харбине, вместе с А. С. Орловым и его женой С. М. Верлен, создал Театр старой драмы, действовавший до 1940 года.
В 1933 году становится худруком Центрального железнодорожного театра (теперь театр им. Н. В. Гоголя).
В 1936 году стал работать режиссёром русского драматического театра в Ашхабаде..
9 марта 1938 был арестован и осуждён к 10 годам заключения, якобы за сбор сведений для японской разведки в области сталелитейной и чугунолитейной промышленности. Срок заключения отбывал на Северном Урале. В Центральном лагерном пункте был художественным руководителем Театрально-концертного ансамбля. Реабилитирован в 1956 году.
Похоронен на Николо-Архангельском кладбище.

## Фильмография
1. Красный газ (1924)
2. Лицом к селу (1925)
3. Пограничный пост № 17 (1926)